# Nižný Kručov
Nižný Kručov este o comună slovacă, aflată în districtul Vranov nad Topľou din regiunea Prešov. Localitatea se află la altitudinea de 134 m deasupra n.m., se întinde pe o suprafață de 3,7 km2 și în 2017 număra 407 locuitori.

## Istoric
Localitatea Nižný Kručov este atestată documentar din 1327.

## Demografie
| An:                | 1994 | 2004   | 2014   | 2024   |
| ------------------ | ---- | ------ | ------ | ------ |
| Număr de persoane: | 385  | 387    | 418    | 386    |
| Diferență:         |      | +0,51% | +8,01% | −7,65% |

| An:                | 2023 | 2024   |
| ------------------ | ---- | ------ |
| Număr de persoane: | 391  | 386    |
| Diferență:         |      | −1,27% |